# Veauville-lès-Baons
 Veauville-lès-Baons  es una población y comuna francesa, en la región de Alta Normandía, departamento de Sena Marítimo, en el distrito de Ruan y cantón de Yvetot.

## Demografía
| 353 | 327 | 528 | 672 | 725 | 717 |
| Para los censos de 1962 a 1999 la población legal corresponde a la población sin duplicidades (Fuente: INSEE [Consultar]) |     |     |     |     |     |